# Giuseppe Flores D'Arcais
Giuseppe Flores D’Arcais (Pontelagoscuro, 20 giugno 1908 – Padova, 29 ottobre 2004) è stato un pedagogista italiano.

## Biografia
Nato in una famiglia della nobiltà sarda col titolo di Marchese d'Arcais, laureato in Filosofia nel 1929, con una tesi sull'estetica dell'opera musicale, ottenne nel 1935 la libera docenza in pedagogia.
Fu fondatore e condirettore insieme a Raffaele Resta, della Rassegna di Pedagogia,la più antica fra le riviste accademiche di discipline pedagogiche edite in Italia, e poi presidente del Centre Européen de Pédagogie di Liegi.
Nel 1965 fu prima insignito della medaglia d'oro ai benemeriti della scuola della cultura e dell'arte, successivamente nel 1983, divenne Grande Ufficiale, e nel 1990 Cavaliere di Gran Croce.
La sua fama è dovuta alla scuola pedagogica personalista di Padova, della quale è considerato il fondatore.

## Opere
- Il problema dell'arte, Napoli, Rondinella, 1936
- Il valore educativo dell'arte, Padova, CEDAM, 1936
- Lineamenti di storia della pedagogia, Padova, CEDAM, 1937-38. Comprende:

1. Antichità e Medio Evo
2. Rinascimento e illuminismo
3. Età moderna e contemporanea
- Quattro saggi su l'educazione estetica, Padova, CEDAM, 1938
- Valori fondamentali e motivi ideali della pedagogia italiana, Messina, G. D'Anna, 1939
- Elementi di psicologia pedagogica per gli istituti magistrali, seconda ed., Padova, CEDAM, 1946
- La pedagogia di Vincenzo Cuoco, Padova, Cedam, 1948
- Introduzione ad una teoria della scuola, Padova, Cedam, 1951
- Il problema pedagogico nell'Emilio di G. G. Rousseau, Padova, Editoria Liviana, 1951
- Studi pedagogici, Padova, Editoria Liviana, 1951
- Storia della pedagogia. Il secolo XIX, con Marcello Peretti, Padova, Liviana, 1956
- La scuola per la persona, Brescia, La Scuola, 1960
- Preliminari di una fondazione del discorso pedagogico, Padova, Liviana Editrice, 1972
- Nuovo dizionario di pedagogia, Roma, Ed. Paoline, 1982
- Pedagogie personalistiche e/o pedagogie della persona, Brescia, La Scuola, 1994